# Leon Manteuffel-Szoege

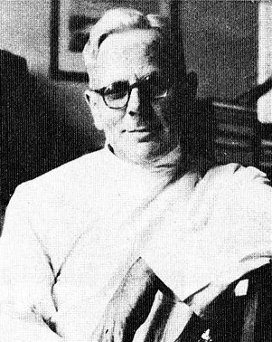
Leon Manteuffel-Szoege

Leon Manteuffel-Szoege nacido el 5 de mayo de 1904 y fallecido el 26 de marzo de 1973, es un cardiólogo polaco.

### Artículos
- Réflexions sur la nature des fonctions mécaniques du coeur. Minerva Cardioangiolica Europea, VI, 1958.
- Remarks on Energy Sources of Blood Circulation. Bulletin de la Société Internationale de Chirurgie, XIX, 1960.
- Energy Sources of Blood Circulation and the Mechanical Action of the Heart, Thorax, XV, 1960.
- New Observations concerning the Haemodynamics of Deep Hypothermia, Journal of Cardiovasculary Surgeon, III, 1962.
- Haemodynamic Disturbances in Normo- and Hypothermia with Excluded Heart and during Acute Heart Muscle Failure", Journal of Cardiovasculary Surgeon, IV, 1964.
- On stopping and restarting of circulation in deep hypothermia, Journal of Cardiovasculary Surgeon, V, 1964.
- On the possibilites of blood circulation continuing after stopping the heart, Journal of Cardiovasculary Surgeon, VII, 1966.
- On the movement of the blood, The British Homoeopathic Journal, 1969-70.

### Libros
- Über die Bewegung des Blutes, Freies Geistesleben, 1977, ISBN 3772501133 y ISBN 978-3772501135